# Felovia vae
Genre
Espèce
Statut de conservation UICN

 LC  : Préoccupation mineure
Le Goundi de Félou (Felovia vae) est une espèce de petits rongeurs de la famille des Ctenodactylidae. C'est un goundi faiblement connu de la savane du Mali, de Mauritanie et du Sénégal.
L'espèce a été décrite pour la première fois en 1886 par le zoologiste français Fernand Lataste (1847-1934).

### Genre
- (en) Mammal Species of the World (3e  éd., 2005) :  Felovia
- (fr + en) ITIS : Felovia  Lataste, 1886
- (en) Animal Diversity Web : Felovia